# موريس دروفليه
موريس دروفليه بالفرنسيية Maurice Duruflé (و. 11 يناير 1902 – ت. 16 يونيو 1986) مؤلف موسيقي فرنسي وعازف أرغن ومدرس موسيقى.
رغم أن اسمه غالبا يجتمع مع (ويخيم عليه) اسم غابرييل فوري، امتلكت موسيقى دروفليه واحدة من أكثر الأصوات المميزة في الموسيقى الفرنسية في القرن العشرين. «قداسه» المهيب المرير 1947 يردد صدى لقداس فوريه عن قرب، وبطرق أخرى كذلك، بدأ دروفليه منعزلا عن الثورات خلال موسيقى ما بعد الحرب. ورغم أن مسيان كان معاصرا له في كونسرفتوار باريس، قاوم دروفليه الحركة التجريبية وانتقل بهدوء داخل المؤسسة الموسيقية الباريسية – حيث عمل عازف أرغن ل45 سنة في كنيسة سانت إتيان دو مونت الهادئة، كما عمل مدرسا في الكونسرفتوار وكان مسؤولا أيضا عن عدة أعمال أخرى، الكثير منها ألهمه لإيجاد الصلة بين الترتيل الجريجوري والكاثوليكية الفرنسية. ومن الواضح، اعترف دروفليه مرة أنه نفسه «ارتبك» من الاتجاه الذي اخذته الموسيقى خلال مسيرة حياته كلها.
رغم الموهبة التي أظهرها في الكونسرفتوار (حيث فاز بخمس جوائز هناك في العشرينات)، كان تدريب دروفليه كمنشد جوقة في كاتدرائية روين التي ستمد خياله. مثل الكثير من المؤسسات الدينية الفرنسية، روين اتخذت تقليد قوي للغناء البسيط، الذي صيغ في القرن التاسع عشر وكان يغنى يوميا. هذه البيئة لها أثر عميق على دروفليه، والتعاليم السلسة والألوان النموذجية للترتيل كانت مستشعرة في كثير من موسيقاه. أحيانا الترتيل البسيط فوق المصاحبة البسيطة، كأنه في سباق ديني، لكن غالبا يعمل كإشارة خيالية، دروفليه يحيك تراكيب محبكة إيقاعيا من الخطوط الواسعة.
مثل مدرسه بول دوكا، دروفليه كان ينقد نفسه بهوس ونشر فقط عشر أغاني، وكان يكتب بشكل سائد للأرغن والأصوات. ضمن أعمال الأرغن، "المقدمة، أداجيو وتنويعات كورالية". نجد في أغنية مصنف رقم 30 إحدى روائعه المبكرة، لكن بكل معنى الكلمة كان أكبر عمل له هو "القداس الجنائزي" حيث كتب بإخلاص التراتيل اللاتينية من "منصب الموتى"، حولها إلى عمل طموح للترتيل، والأوركسترا والأرغن الكبير. رغم أن دروفليه بشكل مميز لم يرضى عن جهوده لاحقا يكتب "بإدماج "الترتيل الجريجوري" داخل خطوط المازورة لتدوين. اليوم، نجازف بتدمير شعره، بطبيعته غير المادية، "القداس" بتوازنه المصقول للعاطفة، صنع اسمه دوليا.
مع ذلك، منذ الخمسينات، مع اتخاذ مهامه في التدريس مركز الصدارة، وجد دروفليه صعوبة متزايدة في التأليف، وبعد حادثة سيارة شبه مميتة عام 1975 تعرض لها، ابتعد عن الحياة الموسيقية تماما. عمله الأخير، «أبانا» 1977، وهو مقطوعة رقيقة للجوقة دون مصاحبة، كتبها بمساعدة زوجته (كانت هي نفسها عازفه أرغن موهوبة). كختام لمشواره الفني الذي كان يتميز بالمرارة العذبة: نص الموتيت ترجمة بالعامية لصلاة الرب، الذي كلفه بالكتابة بعد إرشاد بابا الفاتيكان الجديد السلطات الكاثوليكية قررت إبعاد دروفليه عن كتابة الصلاة باللاتينية المحبوبة له واستخدام اللغة الفرنسية بدلا منها.

## أشهر أعماله

### القداس الجنائزي
رغم أن زوجة المؤلف اعتبرت القداس الجنائزي «موسيقى للصالونات»، بلا شك أخذه دروفليه كنقطة بداية. هذا يتضح ليس فقط في النصوص الإنجيلية التي اختارها «يوم الغضب» اللامع محذوف، أدخل بدلا منه «في الجنة» الذي ينتمي إلى العالم الآخر، واستخدام المطربين الصولو الميتزو سوبرانو والباريتون لكن أيضا في النبرة الجادة والمقيدة لعمل «القداس الجنائزي». لكن بلا شك دروفليه أكثر مغامرة حيث أعاد ابتكار الغناء الجريجوري البسيط لكن غلفه بالهارموني الحيوي، ومنح بعض اللحظات المثيرة بصدق – دويتو بين الميتزو والتشيللو الصولو، الرقيق بشكل مذهل في حين السانكتوس يجعل الخاص بفوريه باهت بالمقارنة. مثل أغلب موسيقى دروفليه، «القداس الجنائزي» راجعه كثيرا، ولم يبقى منه أقل من ثلاث نسخ منفصلة: واحد للكورس والأوركسترا الكامل والأرغن، ونسخة أخرى لآلات موسيقى الحجرة المختصرة؛ والنسخة الأخيرة للأرغن والجوقة وحدها. أيضا يستحق السماع ضمن الأعمال الكورالية الأخرى «أربعة مقطوعات موتيت على ألحان جريجورية»، وهي تحف صغيرة بارعة مركزة روحانيا بنفس درجة الجمال مثل أي جزء آخر في القداس الجنائزي.

### أعمال الأرغن
كان دروفليه عازفا بارعا على آلة الأرغن – عرض أول مرة «كونشرتو الأرغن» لفرانسيس بولينك – وظلت الآلة قوة دافعة وراء موسيقاه. بينما تعتمد كتابته على التقليد السيمفوني للعازفين الفرنسيين اللامعين العظماء على الأرغن أمثال سيزار فرانك وويدور وأنطون فيبرن، تعتمد أيضا على الأسلوب الأكثر حرية لتشارلز تورنميير، وهو مؤلف آخر للترتيل البسيط رغم أن مجمل موسيقاه لمقطوعات الأرغن مدتها ساعة واحدة فقط، فهي تشكل مجموعة مبهرة للعمل حيث تجمع مع الاستخدام الدقيق للمؤلف للآلة الإحساس المحكم بالدراما وهذه الأعمال صعبة في الأداء لكنها ليست مزخرفة بمبالغة. وحقا حاول دروفليه سحب تقليد الاستعراض الفرنسي الذي ظهر في التوكاتا الأخيرة من "المتتالية”، لأنه شعر أنه أصبح عملا استعراضيا أكثر من اللازم. وهذا يتضح أكثر في عمله "تنويعات veni creator (تعالي أيتها الروح الخالقة)”، وهو عمل سيمفوني يدفن اللحن البسيط في عمق داخل النسيج الموسيقي، فقط ليندلع في بهجة في الحركة الأخيرة، و«المقدمة والفوجة على اسم آلان» التي تستخدم موتيف يتهجى اسم مؤلف شاب قتل أثناء القتال قبل عامين.

## روابط خارجية
- موريس دروفليه على موقع IMDb (الإنجليزية)
- موريس دروفليه على موقع ميوزك برينز (الإنجليزية)
- موريس دروفليه على موقع أول ميوزيك (الإنجليزية)
- موريس دروفليه على موقع ديسكوغز (الإنجليزية)